# كزافييه جارباخوسا
كزافييه جارباخوسا (بالفرنسية: Xavier Garbajosa)‏ هو لاعب اتحاد الرغبي فرنسي، ولد في 5 ديسمبر 1976 في تولوز في فرنسا.

## وصلات خارجية
- كزافييه جارباخوسا عل موقع إسبنسكروم (الإنجليزية)
- كزافييه جارباخوسا على موقع ItsRugby.co.uk (الإنجليزية)
- كزافييه جارباخوسا على موقع IMDb (الإنجليزية)